# Compagnie danoise des Indes occidentales et de Guinée
La Compagnie danoise des Indes occidentales et de Guinée (Vestindisk kompagni ou Det Vestindisk-Guineiske kompagni en danois) était la compagnie qui exploitait les Indes occidentales danoises (les actuelles îles Vierges américaines), ainsi que la Côte-de-l'Or danoise (l'actuel Ghana).

## Histoire
Les îles Vierges américaines ont été une colonie danoise pendant plus de deux siècles. Les Danois se sont établis à Saint-Thomas en 1670, à Saint-John en 1718 et à Sainte-Croix en 1733. La Compagnie danoise des Indes occidentales est fondée peu après l'établissement à Saint-Thomas, le 11 mars 1671. L'apposition « et de Guinée » a lieu le 30 août 1680.
La compagnie s'est développée grâce au commerce triangulaire du XVIIe siècle et du XVIIIe siècle, important des esclaves africains aux Indes occidentales, contre du sucre brut (qui était alors transformé en rhum dans les raffineries de Flensbourg) et de la mélasse. La compagnie est responsable de l'administration des colonies jusqu'en 1754, date à laquelle l'administration des Indes occidentales est reprise par le gouvernement danois.
En 1765, une éphémère Compagnie de Guinée est créée pour maintenir le commerce avec la Côte-de-l'Or. Elle reçoit les forts de Christianborg et de Fredensborg pour 20 ans. En revanche, et contrairement à l'ancienne compagnie, elle ne détient pas de monopole commercial. Le commerce est libre pour toutes les compagnies du Danemark, de Norvège, du Schleswig et du Holstein.
La compagnie est dissoute en 1776, à la suite de graves difficultés financières. Une année auparavant, le gouvernement danois avait déjà repris le contrôle des forts cédés en 1765.

## Référence
- (en) Cet article est partiellement ou en totalité issu de l’article de Wikipédia en anglais intitulé « Danish West India Company » (voir la liste des auteurs).

1. ↑  Carhis, « Danois au soleil (2) : Piraterie et incompétence à Saint-Thomas (1672-1688) », sur caribhist.com, 26 septembre 2022 (consulté le 28 septembre 2022).